# مصفاة موتيفيا
مصفاة موتيفيا هي مصفاة لتكرير النفط تقع في بورت آرثر، تكساس. وهي أكبر مصفاة للنفط في أمريكا الشمالية.
بُنيت وحدات المعالجة الأولى لمصفاة بورت آرثر عام 1902 بواسطة شركة تكساس، فيما بعد شركة تكساكو. يمكن تتبع جذور هذه المصفاة إلى طفرة النفط سبيندليدتوب بالقرب من بومونت، تكساس. بدأ تشغيله في عام 1903. يقع بورت آرثر في شرق تكساس على خليج المكسيك. في بعض النقاط خلال حياته، كان يعتبر المصفاة الرئيسية لتكساكو.
في الأول من يناير عام 1989، اشترت التكرير السعودي من مصفاة بورتو آرثر (واثنتين أخريين) من تكساكو، وذلك لإنشاء مشروع مشترك مع تكساكو يسمى شركة ستار . في عام 2001، تم شراء تكساكو بواسطة شيفرون. بعد ذلك بفترة قصيرة ، تم بيع حصة شيفرون في هذه المصفاة (واثنان آخران) لشركة شل في 13 فبراير 2002. هذا المشروع المشترك الجديد كان يسمى شركة موتيفا. حتى عام 2017، كانت مصفاة موتيفا بورت آرثر مشروعًا مشتركًا بنسبة 50٪ بين شركة شل أويل برودكتس الأمريكية وشركة السعودية للتكرير. منتجات شل أويل هي جزء من شركة رويال دوتش أويل. التكرير السعودي جزء من أرامكو السعودية . يعمل في الموقع حوالي 1200 شخص.
في مارس 2016، تم تعيين المشروع المشترك بين شل وأرامكو السعودية على الحل، وتسيطر أرامكو السعودية الآن على هذه المصفاة اعتبارًا من 1 مايو 2017.
أدى الانتهاء من التوسع في مصفاة بورت آرثر ، التي تم الاحتفال بها رسميًا في 31 مايو 2012 ، إلى زيادة قدرتها على النفط الخام إلى 600000 برميل يوميًا، مما جعلها أكبر مصفاة في الولايات المتحدة. وأضاف التوسع 325،000 برميل يوميا من الطاقة. اعتبارًا من مايو 2016 ، بلغت طاقة المصفاة القصوى 636،500 برميل يوميًا. تمر العديد من وحدات العمليات التي تمت إضافتها أثناء عملية التوسيع من خلال إزالة الأزمات لزيادة قدرتها بشكل أكبر.
يمكن لمصفاة التكرير معالجة مجموعة واسعة من المدخلات الخام، ومنها الزيت المحكم والنفط الثقيلة والحامضة. البداية، جاء الخام الذي عالجته من المملكة العربية السعودية، لكنه امتد منذ ذلك الحين للعمل مع بلدان أخرى، بناءً على مكان توفر النفط. توفر المصفاة البنزين والديزل ووقود الطيران والزيوت الأساسية عالية الجودة للعملاء في الولايات المتحدة.

## روابط خارجية
- صفحة التاريخ لمصفاة بورت آرثر
- صور الأقمار الصناعية